# Grande Prêmio do Oeste dos Estados Unidos
O Grande Prêmio do Oeste dos Estados Unidos foi um grande prêmio de Fórmula 1 realizado em Long Beach entre 1976 e 1983. Em 1984 o evento retornou como Grande Prêmio de Long Beach na CART.

## Vencedores do Grande Prêmio do Oeste dos Estados Unidos
| Ano  | Piloto            | Equipe     | Chassi/Motor    | Local      | Resumo   |
| ---- | ----------------- | ---------- | --------------- | ---------- | -------- |
| 1976 | Clay Regazzoni    | Ferrari    | Ferrari         | Long Beach | Detalhes |
| 1977 | Mario Andretti    | Team Lotus | Team Lotus-Ford | Long Beach | Detalhes |
| 1978 | Carlos Reutemann  | Ferrari    | Ferrari         | Long Beach | Detalhes |
| 1979 | Gilles Villeneuve | Ferrari    | Ferrari         | Long Beach | Detalhes |
| 1980 | Nelson Piquet     | Brabham    | Brabham-Ford    | Long Beach | Detalhes |
| 1981 | Alan Jones        | Williams   | Williams-Ford   | Long Beach | Detalhes |
| 1982 | Niki Lauda        | McLaren    | McLaren-Ford    | Long Beach | Detalhes |
| 1983 | John Watson       | McLaren    | McLaren-Ford    | Long Beach | Detalhes |

### Vitórias por equipas
| Vitórias | Equipes    | Edições          |
| -------- | ---------- | ---------------- |
| 3        | Ferrari    | 1976, 1978, 1979 |
| 2        | McLaren    | 1982, 1983       |
| 1        | Team Lotus | 1977             |
| 1        | Brabham    | 1980             |
| 1        | Williams   | 1981             |

### Recordes do Grande Prêmio do Oeste dos Estados Unidos
|                       | Piloto        | Chassi/Motor    | Tempo        | Extensão | Ano  |
| --------------------- | ------------- | --------------- | ------------ | -------- | ---- |
| Pole Position         | Nelson Piquet | Brabham-Ford V8 | 1min 17s 694 | 3.251 km | 1980 |
| Melhor Volta na Prova | Nelson Piquet | Brabham-Ford V8 | 1min 19s 830 | 3.251 km | 1980 |